# Brugg (huyện)
Huyện Brugg là một huyện ở bang Aargau, Thụy Sĩ.
Huyện này nằm ở phía nam Aare còn dãy núi Jura Aargauer chạy qua huyện. Huyện lỵ là Brugg.

## Các đô thị
| Huy hiệu        | Đô thị           | Dân số (30/6/2009) | Diện tích (km²) |
| --------------- | ---------------- | ------------------ | --------------- |
| Auenstein       | Auenstein        | 1.487              | 5.68            |
| Birr            | Birr             | 3.840              | 5,05            |
| Birrhard        | Birrhard         | 643                | 3,00            |
| Bözen           | Bözen            | 668                | 3,96            |
| Brugg           | Brugg            | 10.246             | 6,38a           |
| Effingen        | Effingen         | 624                | 6,85            |
| Elfingen        | Elfingen         | 249                | 4,21            |
| Gallenkirch     | Gallenkirch      | 132                | 1,37            |
| Habsburg        | Habsburg         | 390                | 2.23            |
| Hausen          | Hausen bei Brugg | 2.735              | 3,21            |
| Linn            | Linn             | 146                | 2,54            |
| Lupfig          | Lupfig           | 1.964              | 5,15            |
| Mandach         | Mandach          | 319                | 5,54            |
| Mönthal         | Mönthal          | 410                | 3,94            |
| Mülligen        | Mülligen         | 887                | 3,16            |
| Oberbözberg     | Oberbözberg      | 509                | 5,45            |
| Oberflachs      | Oberflachs       | 475                | 3,38            |
| Remigen         | Remigen          | 1.018              | 7,87            |
| Riniken         | Riniken          | 1.364              | 4,76            |
| Rüfenach        | Rüfenach         | 804                | 4,17            |
| Scherz          | Scherz           | 577                | 3,30            |
| Schinznach-Bad  | Schinznach-Bad   | 1.250              | 1,90            |
| Schinznach-Dorf | Schinznach-Dorf  | 1660               | 8.91            |
| Thalheim        | Thalheim         | 757                | 9.92            |
| Unterbözberg    | Unterbözberg     | 703                | 6.11            |
| Veltheim        | Veltheim         | 1.366              | 5,24            |
| Villigen        | Villigen         | 1.883              | 11,21           |
| Villnachern     | Villnachern      | 1.410              | 5,75            |
| Windisch        | Windisch         | 6.672              | 4,91            |

1. ↑  Statistical Department of Canton Aargau -Bereich 01 -Bevölkerung Lưu trữ ngày 22 tháng 2 năm 2012 tại Wayback Machine (tiếng Đức) accessed ngày 20 tháng 1 năm 2010